# Blod och eld

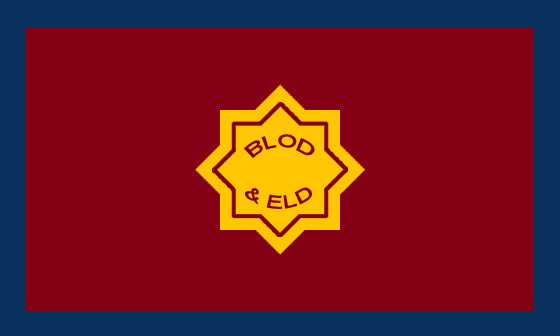
FA:s fana med mottot Blod och eld.

Blod och eld är Frälsningsarméns motto. Det syftar på Jesu försoningsblod och den Helige Andes eld. Mottot återfinns bland annat på rörelsens fana samt dess vapensköld och är hämtat från Första Johannesbrevet 1:7. Det är också titeln på en svensk film om Frälsningsarmén, producerad 1986.
Blod och Eld var namnet på ett nätverk på Internet kopplat till Frälsningsarmén. Det slog upp portarna 2 januari 2006 i samband med Frälsningsarméns nyårsfestival. Nätverket stängdes 2015 och ersattes av en diskussionsgrupp på Facebook.